# How to Become a Tyrant
How to Become a Tyrant ist eine Geschichts-Dokumentarserie, die sich mit dem Aufstieg und dem Machterhalt verschiedener Diktatoren beschäftigt. Sie erschien am 9. Juli 2021 auf der Streaming-Plattform Netflix. Sie basiert auf dem 2011 erschienenen Buch The Dictator’s Handbook von Alastair Smith und Bruce Bueno de Mesquita.

## Umsetzung
Die Dokumentarserie hat in jeder der Folgen einen Abschnitt der Machtergreifung oder des Machterhaltes als Schwerpunkt, was an einem spezifischen Tyrannen verbildlicht wird. Begleitet durch den Erzähler Peter Dinklage werden teils echte Aufnahmen ergänzt mit Animationen und Interviews mit Historikern, welche Parallelen zwischen den Herrschern aufzeigen. Die durchschnittlich 30-minütigen Folgen werden geprägt von schwarzem Humor.

## Episodenliste
| Nr. | Titel / Original-Titel                                  | Handlung | Dauer  |
| --- | ------------------------------------------------------- | --- | ------ |
| 1.  | Ergreife die Macht / Seize Power                        | Adolf Hitler startete mit einer kleinen Gruppe und nutzte Ikonografie und Krisen, um an die Macht zu kommen. | 30 Min |
| 2.  | Zerschmettere deine Rivalen / Crush Your Rivals         | Saddam Hussein sorgte nach seiner Machtergreifung in den Reihen seiner Unterstützer für seinen unangefochtenen Machtanspruch und nutzte dafür Mord und Einschüchterung. | 27 Min |
| 3.  | Herrsche durch Terror / Reign Through Terror            | Idi Amin regierte Uganda mit eiserner Faust. Feindbilder und Verfolgung von Minderheiten lenkten von den Problemen im Land ab. Als das nicht mehr reichte, begann er wie viele andere Tyrannen einen Krieg. | 27 Min |
| 4.  | Kontrolliere die Wahrheit / Control the Truth           | Joseph Stalin nutzte Medien und Falschinformationen um von einer Hungersnot abzulenken und um sein eigenes Bild in der Gesellschaft weltweit zu verbessern und zu beschönigen. | 26 Min |
| 5.  | Erschaffe eine neue Gesellschaft / Create a New Society | Muammar al-Gaddafi verbot freie Meinungsäußerung und Versammlungsfreiheit als die Bevölkerung seine Veränderungen nicht mitmachen wollte. Auch schuf er ein Klima der Verunsicherung durch Überwachung. Als er dem gesellschaftlichen Druck nachgab und Restriktionen aufhob, hatte dies für ihn jedoch nicht den gewünschten Effekt. | 25 Min |
| 6.  | Regiere auf ewig / Rule Forever                         | Die Kim-Dynastie regiert seit drei Generationen Nordkorea. Durch Mythenbildung, Falschinformationen und Atomwaffen schützen sie ihre Herrschaft und machen sich zu Göttern. | 29 Min |

## Rezension
Johanna Hausmann schrieb in der MADS, dass die Serie eine gute Balance zwischen Humor und Information liefert, jedoch nur mangelhaft Bezüge zu heute herstellt.
Dean Karayanis kritisierte die Serie in der Washington Times für das Bagatellisieren von Mao Zedongs Verbrechen, da diese nur verharmlost am Rande Erwähnung finden.

## Synchronisation
Die Synchronisation in das Deutsche wurde von den Ecair Studios Germany durchgeführt. Erzähler ist Claus-Peter Damitz.